# إلسي جولدساك بيتمان
إلسي جولدساك بيتمان (بالإنجليزية: Elsie Goldsack Pittman) مواليد 21 يناير 1904 في إنجلترا - الوفاة 28 مارس 1975، كانت لاعبة كرة مضرب بريطانية. أعلى تصنيف لها في الفردي كان 10.

## النهائيات

### الزوجي: 1 (الألقاب 0, الوصافة 1)
| النتيجة | السنة | الدورة   | الشريك            | المنافس                | النتيجة  |
| الوصافة | 1937  | ويمبلدون | فيليس مدفورد كينغ | سيموني ماثيو بيلي يورك | 3–6, 3–6 |